# Чачба из Абжуа
Абжуйские Чачба — неофициальное название абжуйской ветви абхазских владетельных князей Чачба. В литературе часто встречается наименование Абжуйский вместо фамильного имени.

## Происхождение
Когда сыновья владетельного князя Хамида Чачба смогли возвратиться из Турции в Абхазию, младший из них по имени Ширван-бей был назначен пашой в Поти. Зураб же стал новым владетельным князем, вместо своего погибшего брата Манучара. Во время одной из поездок в Поти, Зураб замечает юного Бекир-бея, сына Ширвана. Он забирает Бекир-бея с собой в Абхазию и назначает владетелем исторической области Абжуа, которая не имела начальника со времен Квапу Чачба (конец XVII века).
Бекир-бей в новой должности начинает укрепляться: посредством брака он заключает союз с князем Ахтоулом Ачба из села Набакеви. Заручается поддержкой князей Дзяпш-Ипа и Генаба, а также поддержкой абжуйцев. В конце XVIII века назревает очередной конфликт между Мегрельским княжеством и Абхазским. Возглавляемые владетелем Зурабом, абхазские войска форсируют реку  Ингур и встают у крепости Рухи. В произошедшем сражении доблесть Бекир-бея поражает как союзников, так и врагов. По возвращении Бекир загорается идеей более независимого состояния Абжуа, по примеру округов Цебельда и Садзен.
Однако, новый владетель Абхазии — Келеш-бей начал действовать раньше Бекир-бея. Форсировав реку Кодор, он взял в осаду крепость Атара, а также резиденцию абжуйских Чачба в селе Кутол. Вынужденный покориться, Бекир-бей потерял прежнее влияние. Вскоре Келеш-бей наносит еще ряд оскорблений абжуйским Чачба. С этого времени возникает холодная вражда между владетельной и абжуйской ветвями фамилии Чачба, которая прекращается лишь в конце XIX столетия.

## Главы княжеского дома
- Бекир-бей (ок. 1784 — после 1781)
- Алы-бей (Александр) (ум. до 1866), сын предыдущего
- Григорий (1819—1898), сын предыдущего

### Местоблюстители
- Иван (1847—1906), старший сын Григория
- Константин (1858—1914), брат предыдущего
- Георгий (1887—1968), сын предыдущего
- Константин (1914—1951), сын предыдущего
- Дмитрий (род. 1935), сын предыдущего

## Схема Абжуйского дома
- Бекир-бей (ок. 1734 — после 1781)
x дочь князя Ахтоула Ачба
  - Сосран-бей
    - Марта (1813 — ?). Муж: кн. Кациа Георгиевич Чичуа (1808 — ?).
    - Анна (1818 — ?). Муж: кн. Парнаоз Георгиевич Геловани (1810 — ?).
    - Макрина (1821 — ?). Муж: кн. Павел Кайхосроевич Микеладзе (1824 — ?).
    -  Эшахан (Елизавета; 1822 — ?). Муж: кн. Парнаоз Тариелович Дадиани (1816—1865).

  - Алы-бей (Александр; ? — до 1866). Владетель Абжуа, сторонник Аслан-бея.
x кжн. Кесария Дадиани (1804 — после 1864), дочь князя Нико Дадиани.
    - Григорий (1818—1898). Генерал-лейтенант, участник Крымской войны. 
x кжн. Агата Дадиани (1829—1919), дочь князя Элизбара Дадиани.
      - Иван (1847—1908). Офицер, участник Русско-Турецкой войны. 
 x кжн. Тереза Несторовна Чичуа (1861—1948).
      - Кесария (1848 — ?). Муж: кн. Ушанги Александрович Дадиани (1844 — ?).
      - Александра (1852 — ?). Муж: кн. Гыд (Дмитрий) Манучарович Шервашидзе.
      - Александр (1854—1932). Офицер. 
 x кжн. Гайане (1864 — ?), дочь князя Иосифа Тархан-Моурави.
      - Деспина (1855 — ?). Муж: кн. Леван Годжаспирович Геловани (1843 — ?).
      - Анна (1856 — ?).
      - Константин (1858—1914). Полковник, участник Русско-японской войны. 
 x кжн. Мариам Кобулашвили, дочь князя Давида Кобулашвили. 
 Его потомки живут в России. Местоблюстители.
      - Софья (Абгенаш; 1858 — ?). Муж: кн. Соулах Инал-Ипа (1857 — ?), сын князя Зосхана Инал-Ипа.
      - Анастасия (1862 — ?). Умерла незамужней.
      - Михаил (1864 — после 1880).
      -  Саломе (1865—1943). Муж: кн. Элизбар Бежанович Мхеидзе (1854 — ?).

    - Эсма-ханум (Елизавета). Муж: кн. Батал-бей Даруквович Маршан из Дала.
    - Адылхан (Русудан; 1829 — ?). Муж: кн. Мурзакан Циохович Дадешкелиани, владетель Сванетии.
    - Марта. Муж: кн. Махмед-гирей Маршан из Дала.
    - Мажара (Леван; 1831 — ?). 
x Марта Тадей-Ипа
      -  Михаил (1871—1920). Умер без потомства.

    -  Николай (Гыд). Дважды был женат, не оставил потомства.

  - Сефер-бей. Мухаджир.
  -  Муста-бей. Мухаджир.